# كيفن كروفورد
كيفن كروفورد (بالإنجليزية: Kevin Crawford)‏ هو موسيقي بريطاني، ولد في 6 ديسمبر 1967.

## وصلات خارجية
- كيفن كروفورد على موقع ميوزك برينز (الإنجليزية)
- كيفن كروفورد على موقع ديسكوغز (الإنجليزية)